# Банса
Банса (фр. Bansat) насеље је и општина у централној Француској у региону Оверња, у департману Пиј де Дом која припада префектури Исоар.
По подацима из 2011. године у општини је живело 249 становника, а густина насељености је износила 24,15 становника/km². Општина се простире на површини од 10,31 km². Налази се на средњој надморској висини од 449 метара (максималној 731 m, а минималној 424 m).

## Демографија
| 1962. | 1968. | 1975. | 1982. | 1990. | 1999. | 2011. |
| ----- | ----- | ----- | ----- | ----- | ----- | ----- |
| 223   | 240   | 211   | 184   | 220   | 203   | 249   |

График промене броја становника у току последњих година